# Najyrał
Najyrał (ros. Найырал) – wieś (arban) w Rosji, w Tuwie, w kożuunie pij-chiemskim. W 2010 liczyła 401 mieszkańców.